# Ладисполи
Ладисполи (на италиански: Ladispoli) е град и община в провинция Рим в регион Лацио, Централна Италия. Населението му е 40 279 жители (31 декември 2009).
Намира се на 40 км западно от Рим, 32 км югоизточно от Чивитавекия и на брега на Тиренско море.
По време на етруските тук се намирала латинската колония Алсиум, пристанището на етруския град Caere (Черветери), завюзван от римляните през 353 пр.н.е.
Римските благордници използват града за почивка.
Тук в Алсиум през 69 г. се оттегля политикът и три пъти консулът Луций Вергиний Руф за тридесет години, където пише стихотворения и поддържа литературен салон. Той приема при себе си Плиний Млади, след ранната смърт на баща му. Къщата му в Алсиум получава Плиний Млади.
През 6 век Алсиум e обсаден и разрушен от остготите на Тотила.
През 1500 г. тук се построява замъка Пало, който е купен през 1693 г. от фамилията Одескалчи.